# Arthur Vick
Sir Francis Arthur Vick (* 5. Juni 1911; † 2. September 1998 in Warwick) war ein britischer Physiker und Universitäts- und Forschungsadministrator.
Vick ging in Birmingham zur Schule und studierte Physik an der Birmingham University, an der er 1932 seinen Bachelor-Abschluss erhielt und 1936 in Festkörperphysik promoviert wurde. 1936 bis 1944 war er Assistant Lecturer und dann Lecturer am University College London. Im Zweiten Weltkrieg wurde er stellvertretender Forschungsdirektor im Ministry of Supply und nach dem Krieg war er Lecturer an der University of Manchester und Professor und 1950 bis 1954 Vice Principal und Acting Principal am University College of North Staffordshire (später Keele University). 1959 wurde er stellvertretender Direktor und 1960 bis 1964 war er Direktor des Atomic Energy Research Establishment (AERE). Danach war er Mitglied der United Kingdom Atomic Energy Authority (UKAEA), zuständig für Forschung. 1966 bis 1976 war er Vizekanzler der Queen’s University Belfast, die er durch die unruhigen Zeiten der Anfänge des Nordirlandkonflikts führte. In dieser Zeit gründete er auch ein Kunstfestival an der Universität und sorgte für einen Ausbau der Ingenieurwissenschaften in Zusammenarbeit mit der Industrie (Zentren für Signalverarbeitung und Automatisierung). 1973 wurde er als Knight Bachelor geadelt für seine Verdienste um das Universitätswesen von Nordirland. Im Ruhestand lebte er in Warwick. 1977 bis 1992 war er Pro-Chancellor der neu gegründeten University of Warwick.
Er war Ehrendoktor der Keele University, der Birmingham University und der Queen’s University Belfast. 1964 bis 1972 war er Präsident der Association of Teachers in Colleges and Departments of Education. Im persönlichen Umgang galt er als freundlich und zurückhaltend. 1945 wurde er als Officer in den Order of the British Empire aufgenommen.
1943 heiratete er Elizabeth Story und hatte mit ihr eine Tochter.